# 罗虚戴尔原则

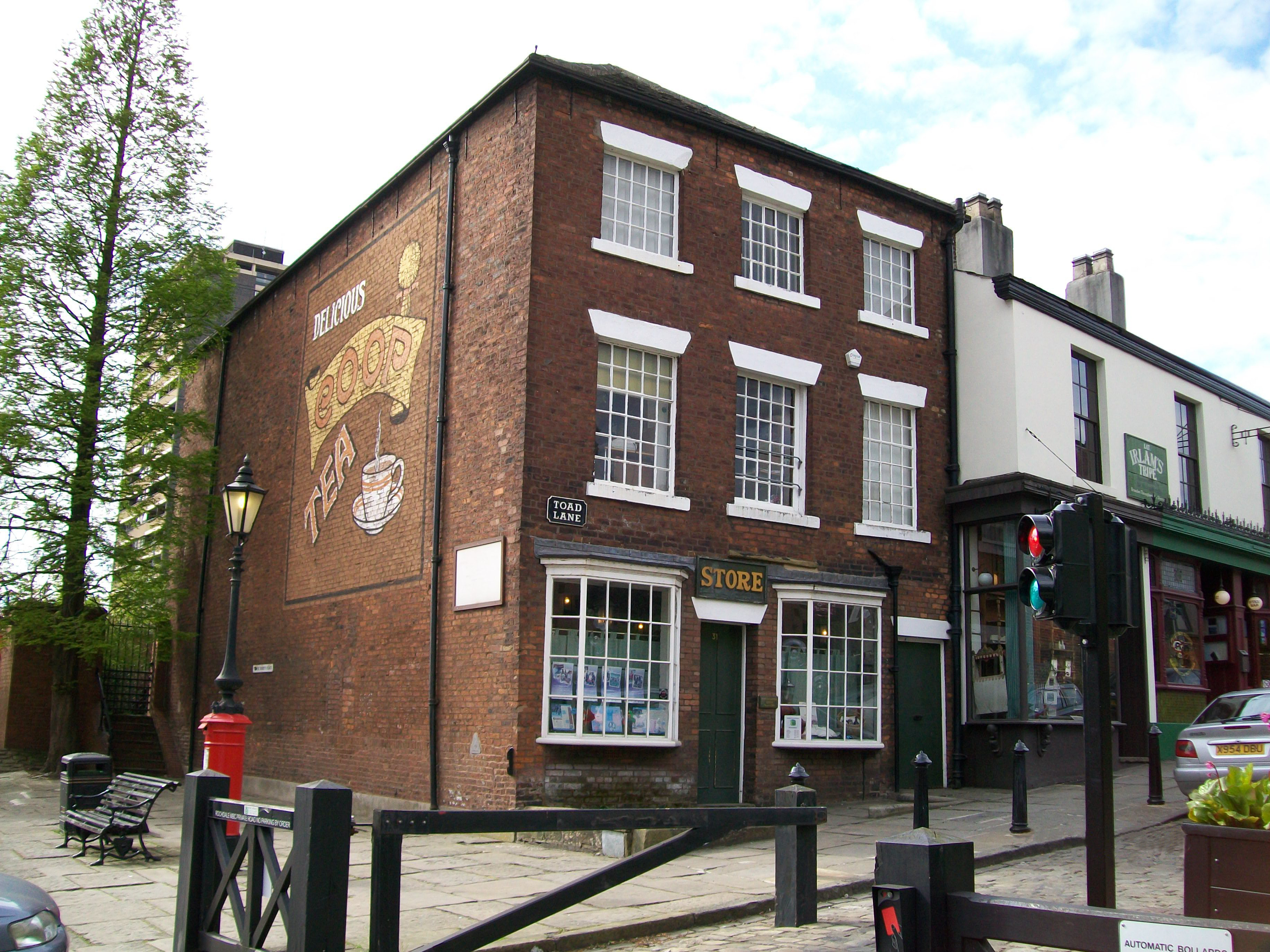
英国羅奇代爾的原蛤蟆巷店

罗虚戴尔原则（英語：Rochdale Principles）是为合作社的运行而设立的一套典范。起初，它们由英国羅奇代爾的罗虚戴尔公平先锋社于1844年制定，并成为世界各地的合作社持续运行所遵循的基本原则。罗虚代尔原则是研究合作经济的重点。最初的罗虚代尔原则称为罗虚戴尔合作原则，在1937年被国际合作社联盟（ICA）正式采用。该原则更新后的版本称为合作社的原则，于1966年被ICA采用，并在1995年，成为《关於合作社本质之声明》内容的一部分。

## 合作原则当前的ICA版本
根据1995年ICA的修订，罗虚代尔原则可归结为如下几点。

### 自愿与开放的社员制
罗虚代尔原则第一条强调，合作社社会必须采用开放且自愿的社员制。根据ICA发布的《合作社特征声明》，“合作社是志愿组织，向能够接受服务且愿意承担社员责任的所有人员开放，而且不会有性别、社会、种族、政治或宗教歧视。”

#### 反对歧视
从社交方面讲，歧视就是依据阶级或类别区分人类。社会歧视的案例包括种族歧视、宗教歧视、性别歧视、性取向歧视、残疾歧视以及民族歧视。为了满足罗虚代尔原则的第一条的要求，合作社不可以此类歧视为由，阻碍任何愿意加入合作社的人员入社。然而，这并不会禁止合作社为社员制定合理且相关的基本规则，例如，社员需居住在某一特定的地理区域内或支付入社费。只要是满足此类标准的人员，一旦申请都可以加入合作社。

#### 动机与回报
鉴于合作社的志愿性本质，社员需要提供自愿加入的理由。每一个人的入社动机都是独特的，且会依据所要加入的合作社而变化，但这些理由常常可以归结为以下几点：
- 经济方面——一些合作社可以为社员提供经济利益。
- 生活质量方面——由于服务于合作社可以提高社员自身生活水平，因而为社区服务可能是志愿加入合作社最重要的动机。社员在这可得到的回报包括：与他人相处，保持活力，最重要的是，能够获取可能在其他生活领域内无法获取的自我社会价值感。
- 回报方面——许多人在某些方面已经从合作社的工作中获得了利益，并且愿意回报合作社。
- 利他主义——一些志愿者为了他人的利益而志愿入社。
- 责任感——一些人认为加入社区是公民与生俱来的责任。在这种情况下，他们可能不会称自己为志愿者。
- 事业经验——提供志愿者经验，增加职业前景。

### 社员的民主管理
罗虚代尔原则的第二条要求，合作社对社员必须实施民主管理。根据ICA发布的《合作社特征声明》，“合作社是民主型组织，由其社员管理，社员积极参与制定政策并作出决策。被选举出来的男女社员代表对社员负责。初级合作社的成员有平等的投票权（一人一票），而其他层级的合作社也应以民主管理的方式予以组成。”

### 社员的经济参与
社员的经济参与是合作社的另一个本质特征，是发布的《合作社特征声明》中罗虚代尔原则的第三条原则的内容。根据ICA，合作社就是企业，“在这里，社员等额奉献于合作社，并民主管理合作社的资金。至少有一部分资金通常是合作社的共有财产。社员为入社而提供的资金，即使是有报偿，通常是有限制的。出于以下一项或全部目的，社员可对盈余进行分配，即：发展他们的合作社，尽可能通过设立储备基金，而且至少有一部分储备基金是不可分割的；根据社员与合作社的交易比例为他们发放福利；以及支持其他通过社员同意的活动。”反过来，这项原则也可以分解为许多组成部分。

#### 民主管理
本项原则的第一部分称，“社员等额奉献于合作社，并民主管理合作社的资金。至少有一部分资金通常是合作社的共有财产。”这就为民主管理合作社以及怎样使用其财产提供了保障。

#### 有限补偿社员与合理使用盈余
本项原则的第二部分论述了如何补偿社员投资到合作社内的资金，以及如何分配盈余的问题。与以盈利为目的的公司不同，合作社是一种社会企业形式。鉴于此，合作社使用或分配盈余资金，至少有三种目的。
- “社员为入社而提供的资金，即使是有报偿，通常是有限制的。”
- “发展他们的合作社，尽可能通过设立储备基金，而且至少有一部分储备基金是不可分割的。”也就是说盈余可以被重新投资到合作社。
- “根据社员与合作社的交易比例发放福利，”例如，消费者合作社可能会根据购买物（或‘股息’）分红。
- “支持其他通过社员同意的活动。”

### 自主与自立
罗虚代尔原则的第四条要求，合作社必须自主独立。根据ICA发布的《合作社特征声明》，“合作社是由社员管理的自主、自助的组织。若他们与其他包括政府在内的组织达成协议，或从外部资源募集资金，他们需坚持原则，即确保其社员坚持民主管理，并维护合作社的自治权。”

### 教育、培训和信息
罗虚代尔原则的第五条要求，合作社必须为其社员及公众提供教育和培训。根据ICA发布的《合作社特征声明》，“合作社应向其社员、所选代表、经理以及雇员提供教育和培训，以便他们可以有效地为合作社的发展效力。合作社应向公众——尤其是年轻人及意见领导——提供关于合作的本质和优势方面的信息。”

### 合作社之间的合作
罗虚代尔原则的第六条要求，各个合作社应相互合作。根据ICA发布的《合作社特征声明》，“通过当地、国家、区域及国际机构的共同努力，合作社能够以最有效的方式服务其社员，并可以促进合作社运动。”

### 关心社区
罗虚代尔原则的第七条要求，合作社必须关心他们所在的社区。根据ICA发布的《合作社特征声明》，“根据社员所通过的政策，合作社为其社区的可持续发展而奋斗。”

## 先前的版本

### 原始版本（1937年采用版）
1. 开放的社员制原则。
2. 民主管理（一人一票）原则。
3. 按贸易比例分红原则。
4. 限制股息原则。
5. 对政治和宗教中立原则。
6. 现金交易（不赊账）原则。
7. 促进教育原则。

### ICA 修订版（1966年）
1. 开放、自愿的社员制原则。
2. 民主管理原则。
3. 限制股息原则。
4. 盈余摊还原则。
5. 按合作社原则教育社员与公众的原则。
6. 合作社之间合作原则。